# Nekrolog Juni 2002
Nekrolog
◄◄
| ◄
| 1998
| 1999
| 2000
| 2001
| 2002 | 2003 | 2004 | 2005 | 2006 | ► | ►►
Januar |
Februar |
März |
April |
Mai |
Juni |
Juli |
August |
September |
Oktober |
November |
Dezember 2002
Weitere Ereignisse | Allgemeiner Nekrolog 2002
Die Beschreibung der verstorbenen Person sollte so kurz wie möglich gehalten sein und nur deren signifikante Tätigkeit(en) enthalten.
Neue Namen ggf. auch unter dem Geburts- und Sterbedatum, also etwa unter 1. Januar und im Geburts- und Sterbejahr (2024) eintragen (nur bei entsprechender großer Wichtigkeit). Für Beispiele siehe die schon vorhandenen Artikel.
Außerdem über die fünf zuletzt Verstorbenen, zu denen es einen ausreichend guten Artikel für eine Präsentation auf der Hauptseite gibt, nach der todesbedingten Überarbeitung der Artikel ggf. auch unter Wikipedia Diskussion:Hauptseite informieren und sie am besten auch in den anderen Wikipedia-Sprachversionen eintragen. Tipp: Regelmäßig bei news.google.de nach „ist tot“, „gestorben“ oder „verstorben“ suchen.
Wenn eine Person gestorben ist, gibt es viele Seiten zu dieser Person in der Wikipedia, die davon auch betroffen sind und entsprechend aktualisiert werden müssen. Beispiele: Namenübersichtsseite, Geburtsjahr, Geburtsort-Seiten und viele mehr.
Wie finde ich die betroffenen Seiten?
Im Suchfeld auf der linken Seite gibt man den Suchbegriff so ein: „Vorname Nachname“. Dann klickt man auf Volltext und alle Seiten mit entsprechendem Suchtext werden aufgerufen. Hier sieht man dann schnell, wo auch das Todesjahr Sinn macht oder sogar ein Teil des Artikels angepasst werden muss. Auch hilft das „Werkzeug“ auf der linken Seite sehr gut, um solche Seiten aufzufinden: „Links auf diese Seite“. Somit ist die Wikipedia wieder aktuell in allen Bereichen! Hinweis: bei Eintragung der Kategorie „Gestorben JAHR“ wird der Missbrauchsfilter 49 ausgelöst, was jedoch nicht schlimm ist. Siehe: Spezial:Missbrauchsfilter/49
Dies ist eine Liste von im Juni 2002 verstorbenen bekannten Persönlichkeiten. Die Einträge erfolgen innerhalb der einzelnen Daten alphabetisch sortiert. Tiere sind im Nekrolog für Tiere zu finden.

## Juni
| Tag      | Name                                       | Beruf, bekannt als                                                                                              | Alter | Beleg |
| -------- | ------------------------------------------ | --- | ----- | ----- |
| 1. Juni  | Michael Alexander                          | britischer Fechter und Diplomat                                                                                 | 65    |       |
| 1. Juni  | Joseph Nanven Garba                        | nigerianischer Politiker                                                                                        | 58    |       |
| 1. Juni  | Angelo Kim Nam-su                          | südkoreanischer Bischof                                                                                         | 79    |       |
| 1. Juni  | Tibor Scitovsky                            | US-amerikanischer Wirtschaftswissenschaftler                                                                    | 91    |       |
| 1. Juni  | Henryk Hadasik                             | polnischer Radrennfahrer                                                                                        | 73    |       |
| 2. Juni  | Boyd Bennett                               | US-amerikanischer Sänger, Schlagzeuger und Songwriter                                                           | 77    |       |
| 2. Juni  | Lore Bronner                               | deutsche Bühnenleiterin und Schauspielerin                                                                      | 95    |       |
| 2. Juni  | Camille Cabana                             | französischer Politiker (RPR), Senator und Minister                                                             | 71    |       |
| 2. Juni  | Alvaro Giorgetti                           | italienisch-französischer Radrennfahrer                                                                         | 89    |       |
| 2. Juni  | José María Cervera Lloret                  | spanischer Komponist                                                                                            | 92    |       |
| 2. Juni  | Hugo van Lawick                            | niederländischer Tierfilmer und Fotograf                                                                        | 65    |       |
| 2. Juni  | Johannes Meiser                            | deutscher Radamateur                                                                                            | 70    |       |
| 2. Juni  | Günther Schubert                           | deutscher Fußballtorhüter                                                                                       | 47    |       |
| 2. Juni  | Konrad Wirnhier                            | deutscher Sportschütze                                                                                          | 64    |       |
| 3. Juni  | Wilfried Achterfeld                        | Journalist, Autor und Hochschullehrer                                                                           | 70    |       |
| 3. Juni  | Charles Antrobus                           | vincentischer Generalgouverneur von St. Vincent und die Grenadinen                                              | 69    |       |
| 3. Juni  | Elmer Bantz                                | deutscher Schauspieler und Rundfunksprecher                                                                     | 93    |       |
| 3. Juni  | Wolf D. Brennecke                          | deutscher Schriftsteller                                                                                        | 79    |       |
| 3. Juni  | Manol Konomi                               | albanischer kommunistischer Jurist und Politiker                                                                | 91    |       |
| 3. Juni  | Samuel Schmitt                             | deutsch-schweizerischer Schriftsteller und Verleger                                                             | 81    |       |
| 3. Juni  | Lew Wasserman                              | US-amerikanischer Filmschaffender                                                                               | 89    |       |
| 3. Juni  | Sam Whipple                                | US-amerikanischer Schauspieler                                                                                  | 41    |       |
| 3. Juni  | Brian Woledge                              | britischer Romanist und Mediävist                                                                               | 97    |       |
| 4. Juni  | Fernando Belaúnde Terry                    | peruanischer Politiker, Präsident Perus (1963–1968 und 1980–1985)                                               | 89    |       |
| 4. Juni  | John W. Cunningham                         | US-amerikanischer Schriftsteller                                                                                | 86    |       |
| 4. Juni  | Cliff Gleaves                              | US-amerikanischer Rockabilly-Musiker und DJ                                                                     | 72    |       |
| 4. Juni  | Pjotr Iwanowitsch Iwaschutin               | sowjetischer General                                                                                            | 92    |       |
| 4. Juni  | Wolfgang Nowak                             | deutscher Politiker (CDU), MdL                                                                                  | 57    |       |
| 4. Juni  | Fritz Scheler                              | deutscher Internist                                                                                             | 76    |       |
| 5. Juni  | Curtis Amy                                 | US-amerikanischer Tenor- und Sopransaxophonist                                                                  | 72    |       |
| 5. Juni  | Carlos Berlanga                            | spanischer Popmusiker                                                                                           | 42    |       |
| 5. Juni  | Michel Bernholc                            | französischer Musiker, Komponist, Arrangeur und Produzent                                                       | 60    |       |
| 5. Juni  | Orlando Fantoni                            | brasilianischer Fußballspieler und -trainer                                                                     | 85    |       |
| 5. Juni  | Gaston Geens                               | belgischer Politiker                                                                                            | 70    |       |
| 5. Juni  | Truck Parham                               | US-amerikanischer Jazz-Bassist                                                                                  | 91    |       |
| 5. Juni  | Dee Dee Ramone                             | US-amerikanischer Musiker, Bassist bei den Ramones                                                              | 50    |       |
| 6. Juni  | Peter Cowan                                | australischer Schriftsteller                                                                                    | 87    |       |
| 6. Juni  | Robbin Crosby                              | US-amerikanischer Gitarrist und Songwriter                                                                      | 42    |       |
| 6. Juni  | Valentin Freise                            | deutscher Chemiker (Physikalische Chemie)                                                                       | 84    |       |
| 6. Juni  | Holly Solomon                              | US-amerikanische Kunsthändlerin, Galeristin und Schauspielerin                                                  | 68    |       |
| 7. Juni  | Mary Lilian Baels                          | zweite Ehefrau des belgischen Königs Leopold III.                                                               | 85    |       |
| 7. Juni  | Donald S. Fredrickson                      | US-amerikanischer Physiologe, beschrieb als erster die Tangier-Krankheit                                        | 77    |       |
| 7. Juni  | Silke Gorldt                               | deutsche Kitesurferin                                                                                           | 25    |       |
| 7. Juni  | Klawdija Gorschkowa                        | sowjetische bzw. russische Linguistin und Hochschullehrerin                                                     | 81    |       |
| 7. Juni  | Signe Hasso                                | schwedisch-US-amerikanische Schauspielerin                                                                      | 86    |       |
| 7. Juni  | Adolf Otto Jäger                           | deutscher Wissenschaftler und Hochschullehrer                                                                   | 81    |       |
| 7. Juni  | B. D. Jatti                                | kommissarischer indischer Staatspräsident                                                                       | 89    |       |
| 7. Juni  | James Luisi                                | US-amerikanischer Schauspieler                                                                                  | 73    |       |
| 7. Juni  | Adriaan Morriën                            | niederländischer Schriftsteller                                                                                 | 90    |       |
| 7. Juni  | Rudolf Pfister                             | deutscher Mediziner                                                                                             | 84    |       |
| 7. Juni  | Edmond Séchan                              | französischer Kameramann, Regisseur und Drehbuchautor                                                           | 82    |       |
| 7. Juni  | Anselmo Sule Candia                        | chilenischer Politiker                                                                                          | 68    |       |
| 7. Juni  | Filiz Yerlikaya                            | türkische Märtyrerin der Arbeiterpartei Kurdistans                                                              | 31    |       |
| 8. Juni  | Ray Alexander                              | US-amerikanischer Jazzmusiker                                                                                   | 77    |       |
| 8. Juni  | James Gathers                              | US-amerikanischer Sprinter                                                                                      | 71    |       |
| 8. Juni  | Rudolf Gruber                              | deutscher Tischtennisfunktionär                                                                                 | 79    |       |
| 8. Juni  | Franz Schaub                               | deutscher Autor und Journalist                                                                                  | 88    |       |
| 8. Juni  | Johannes Weidenheim                        | deutscher Schriftsteller                                                                                        | 84    |       |
| 9. Juni  | Elena Burke                                | kubanische Sängerin                                                                                             | 74    |       |
| 9. Juni  | Lidia Ciołkoszowa                          | polnische Publizistin und Politikerin im Exil (PPS)                                                             | 99    |       |
| 9. Juni  | Giovanni Getto                             | italienischer Romanist und Italianist                                                                           | 88    |       |
| 9. Juni  | Hans Janmaat                               | niederländischer Politiker                                                                                      | 67    |       |
| 9. Juni  | Peter Mokaba                               | südafrikanischer Politiker; Präsident der ANC Youth League (1991 bis 1994)                                      | 43    |       |
| 9. Juni  | Lito Peña                                  | puerto-ricanischer Saxophonist, Bandleader, Komponist und Arrangeur                                             | 80    |       |
| 9. Juni  | Gerhard Reuschel                           | deutscher Offizier, Generalmajor der NVA                                                                        | 57    |       |
| 9. Juni  | Hans Schuster                              | deutscher Jurist, Journalist, Sachbuchautor und leitender Redakteur der Süddeutschen Zeitung                    | 87    |       |
| 9. Juni  | Alexander Wladimirowitsch Wlassow          | sowjetischer Politiker, Innenminister der Sowjetunion und Ministerpräsident der RSFSR                           | 70    |       |
| 9. Juni  | Paul Graf Yorck von Wartenburg             | deutscher Diplomat, Widerstandskämpfer                                                                          | 100   |       |
| 10. Juni | Mark Fulton                                | nordirischer Loyalist                                                                                           | ~40   |       |
| 10. Juni | Fritz Gentner                              | deutscher Politiker (SPD), MdL Bayern                                                                           | 87    |       |
| 10. Juni | John Gotti                                 | US-amerikanischer Mobster                                                                                       | 61    |       |
| 10. Juni | Robert Henderson                           | US-amerikanischer Filmtechniker                                                                                 | 87    |       |
| 10. Juni | Louis Jeannin                              | französischer Motorradrennfahrer                                                                                | 94    |       |
| 10. Juni | Maury Troy Travis                          | US-amerikanischer Serienmörder                                                                                  | 36    |       |
| 10. Juni | John Wansbrough                            | US-amerikanischer Historiker, Orientalist                                                                       | 74    |       |
| 10. Juni | Rico Wenger                                | Schweizer Politiker                                                                                             | 57    |       |
| 11. Juni | Regīna Ezera                               | lettische Schriftstellerin                                                                                      | 71    |       |
| 11. Juni | Bertrand L. Goldschmidt                    | französischer Chemiker, Atomphysiker und Diplomat                                                               | 89    |       |
| 11. Juni | Jürgen Kraft                               | deutscher Radrennfahrer                                                                                         | 50    |       |
| 11. Juni | Robert James Massar                        | US-amerikanischer Architekt und Architekturfotograf                                                             | 87    |       |
| 11. Juni | R. R. Palmer                               | US-amerikanischer Historiker                                                                                    | 93    |       |
| 11. Juni | Franz Zoller                               | österreichischer Politiker, Vorarlberger Landtagsabgeordneter (SPÖ)                                             | 89    |       |
| 12. Juni | Jean de Beaumont                           | französischer Sportler, Politiker, Unternehmer und Sportfunktionär                                              | 98    |       |
| 12. Juni | Bill Blass                                 | US-amerikanischer Modedesigner                                                                                  | 79    |       |
| 12. Juni | John T. Edsall                             | US-amerikanischer Biochemiker und Molekularbiologe                                                              | 99    |       |
| 12. Juni | Wilhelm Fahlbusch                          | deutscher Offizier der Wehrmacht und Bundeswehr                                                                 | 87    |       |
| 12. Juni | Raimund Girke                              | deutscher Maler                                                                                                 | 71    |       |
| 12. Juni | Bonifatius Hausiku                         | namibischer Priester, Erzbischof von Windhoek                                                                   | 69    |       |
| 12. Juni | Hans Joachim Hüttenrauch                   | deutscher Fernsehproduzent, -autor und Rundfunkredakteur                                                        | 66    |       |
| 12. Juni | Johanna Jonas-Lichtenwallner               | österreichische Schriftstellerin                                                                                | 87    |       |
| 12. Juni | Albert Jurgenson                           | französischer Filmeditor                                                                                        | 73    |       |
| 12. Juni | Irmgard Sickert                            | deutsche Diplomatin, Generalkonsulin                                                                            | 79    |       |
| 13. Juni | Sophie Blocher                             | Schweizer Pfarrerin und Sozialarbeiterin                                                                        | 66    |       |
| 13. Juni | Hubert Bradel                              | deutscher Hornist                                                                                               | 82    |       |
| 13. Juni | Rubén González                             | chilenischer Fußballspieler                                                                                     | 74    |       |
| 13. Juni | Stanley L. Greigg                          | US-amerikanischer Politiker                                                                                     | 71    |       |
| 13. Juni | Johann Herberger                           | deutscher Fußballspieler                                                                                        | 82    |       |
| 13. Juni | R. W. B. Lewis                             | US-amerikanischer Literaturwissenschaftler                                                                      | 84    |       |
| 13. Juni | Karl-Heinz Mursch                          | deutscher Politiker (CDU), MdB, MdEP                                                                            | 90    |       |
| 13. Juni | Jens Schreiber                             | deutscher Politiker (CDU), Oberbürgermeister der Stadt Lüneburg (1987–1991)                                     | 60    |       |
| 13. Juni | Ralph Shapey                               | US-amerikanischer Dirigent und Komponist                                                                        | 81    |       |
| 14. Juni | Albert Band                                | US-amerikanischer Filmproduzent und Regisseur                                                                   | 78    |       |
| 14. Juni | Rino Benedetti                             | italienischer Radrennfahrer                                                                                     | 73    |       |
| 14. Juni | José Bonilla                               | venezolanischer Boxer                                                                                           | 34    |       |
| 14. Juni | Lily Carlstedt                             | dänische Speerwerferin                                                                                          | 76    |       |
| 14. Juni | George Coventry, 11. Earl of Coventry      | britischer Peer und Politiker (Conservative Party)                                                              | 68    |       |
| 14. Juni | June Jordan                                | afro-amerikanische Schriftstellerin und Aktivistin                                                              | 65    |       |
| 14. Juni | Kōshō Ōtani                                | japanischer buddhistischer Geistlicher; Chefpriester des Tempels Nishi Hongan-ji der Jōdo-Shinshū               |       |       |
| 14. Juni | Horst Schönemann                           | deutscher Schauspieler und Regisseur                                                                            | 75    |       |
| 14. Juni | Lia Timmermans                             | flämische Schriftstellerin und Dichterin                                                                        | 81    |       |
| 15. Juni | Jean Balladur                              | französischer Architekt                                                                                         | 78    |       |
| 15. Juni | Said Belqola                               | marokkanischer Fußball-Schiedsrichter                                                                           | 45    |       |
| 15. Juni | Sérgio Bernardes                           | brasilianischer Architekt                                                                                       | 83    |       |
| 15. Juni | Vera von Bissing                           | deutsche Kunstfliegerin                                                                                         | 95    |       |
| 15. Juni | Choi Hong-hi                               | südkoreanischer General und Mitentwickler der Kampfkunst Taekwondo                                              | 83    |       |
| 15. Juni | Otto Molden                                | österreichischer Widerstandskämpfer und Kulturpolitiker                                                         | 84    |       |
| 15. Juni | Robert C. North                            | US-amerikanischer Politikwissenschaftler                                                                        | 87    |       |
| 15. Juni | Otto Rückert                               | deutscher Historiker                                                                                            | 74    |       |
| 16. Juni | José Bonilla                               | venezolanischer Boxer                                                                                           | 34    |       |
| 16. Juni | Hildburg Frese                             | deutsche Schauspielerin und Theaterlehrerin                                                                     | 86    |       |
| 16. Juni | Kiço Ngjela                                | albanischer kommunistischer Politiker                                                                           | 84    |       |
| 16. Juni | Anna Stübbe                                | deutsche Aktivistin der Homophilenbewegung                                                                      | 90    |       |
| 17. Juni | Willie Davenport                           | US-amerikanischer Leichtathlet                                                                                  | 59    |       |
| 17. Juni | John C. Davies                             | US-amerikanischer Politiker                                                                                     | 82    |       |
| 17. Juni | Dobri Dschurow                             | bulgarischer Politiker                                                                                          | 86    |       |
| 17. Juni | Antony C. Sutton                           | britischer Ökonom, Historiker und Schriftsteller                                                                | 77    |       |
| 17. Juni | Fritz Walter                               | deutscher Fußballspieler                                                                                        | 81    |       |
| 18. Juni | Naseem Banu                                | indische Schauspielerin                                                                                         | 85    |       |
| 18. Juni | Hulda Rautenberg                           | deutsche Sekretärin und Journalistin in Südwestafrika                                                           | 88    |       |
| 18. Juni | Pentti Siltaloppi                          | finnischer Leichtathlet                                                                                         | 84    |       |
| 18. Juni | Erich Staudt                               | deutscher Wirtschaftswissenschaftler und Hochschullehrer                                                        | 60    |       |
| 18. Juni | Walter Villa                               | italienischer Motorradrennfahrer                                                                                | 58    |       |
| 19. Juni | Zoltán Tibor Balogh                        | ungarisch-US-amerikanischer Mathematiker                                                                        | 48    |       |
| 19. Juni | Gerhard Frey                               | österreichischer Philosoph                                                                                      | 86    |       |
| 19. Juni | Roman Norbert Ketterer                     | deutscher Auktionator, Galerist und Kunsthändler                                                                | 91    |       |
| 19. Juni | Armin-Gerd Kuckhoff                        | deutscher Theaterwissenschaftler                                                                                | 90    |       |
| 19. Juni | Michael Weinzierl                          | österreichischer Historiker                                                                                     | 51    |       |
| 20. Juni | Erwin Chargaff                             | österreichisch-US-amerikanischer Chemiker und Schriftsteller                                                    | 96    |       |
| 20. Juni | Joseph Combès                              | französischer Philosoph und Philosophiehistoriker                                                               |       |       |
| 20. Juni | Timothy Findley                            | kanadischer Schriftsteller                                                                                      | 71    |       |
| 20. Juni | Walter Huder                               | deutscher promovierter Germanist, Slawist, Kulturhistoriker, Philosoph, Essayist                                | 80    |       |
| 20. Juni | Ross MacKenzie                             | kanadischer Sprinter                                                                                            | 55    |       |
| 20. Juni | Martinus Osendarp                          | niederländischer Leichtathlet, Polizist und Kriegsverbrecher                                                    | 86    |       |
| 20. Juni | Enrique Regüeiferos                        | kubanischer Boxer                                                                                               | 54    |       |
| 20. Juni | Larry Rucchin                              | italo-kanadischer Eishockeyspieler                                                                              | 35    |       |
| 20. Juni | Carlo Savina                               | italienischer Filmkomponist                                                                                     | 82    |       |
| 20. Juni | Frank Neidhart Steigerwald                 | deutscher Kunsthistoriker                                                                                       | 61    |       |
| 20. Juni | Stanisław Trepczyński                      | polnischer Politiker und Diplomat                                                                               | 78    |       |
| 21. Juni | Gösta Berggren                             | schwedischer Skispringer                                                                                        | 91    |       |
| 21. Juni | Arthur Bieler                              | österreichisch-US-amerikanischer Romanist                                                                       | 80    |       |
| 21. Juni | Clifford Possum Tjapaltjarri               | australischer Künstler                                                                                          |       |       |
| 21. Juni | Matt Dennis                                | US-amerikanischer Jazzpianist, Sänger und Songwriter                                                            | 88    |       |
| 21. Juni | Martin Gritz                               | deutscher römisch-katholischer Militärgeistlicher                                                               | 85    |       |
| 21. Juni | Henry Keith, Baron Keith of Kinkel         | britischer Jurist                                                                                               | 80    |       |
| 21. Juni | Willy Klopfenstein                         | Schweizer Skispringer                                                                                           | 81    |       |
| 21. Juni | Gerhard Meyer                              | deutscher Schauspieler, Regisseur und Intendant                                                                 | 86    |       |
| 21. Juni | Wladimiro Panizza                          | italienischer Radrennfahrer                                                                                     | 57    |       |
| 21. Juni | Franz Ludwig Schmidt-Knatz                 | deutscher Jurist und Präsident der Polytechnischen Gesellschaft Frankfurt am Main                               | 89    |       |
| 21. Juni | Ambrosius Schneider                        | deutscher Zisterzienserabt und Ordenshistoriker                                                                 | 90    |       |
| 21. Juni | Kurt Seibt                                 | deutscher Politiker (SED), MdV, Vorsitzender der Zentralen Revisionskommission der SED und Minister für Anle... | 94    |       |
| 22. Juni | Madeleine Duncan Brown                     | US-amerikanische Geliebte des US-Präsidenten Lyndon B. Johnson                                                  |       |       |
| 22. Juni | Chang Cheh                                 | chinesischer Filmregisseur und Drehbuchautor (Hongkong)                                                         | 79    |       |
| 22. Juni | Conrad Hansen                              | deutscher Pianist                                                                                               | 95    |       |
| 22. Juni | Lorenz Harth                               | deutscher Politiker (NPD), MdL                                                                                  | 89    |       |
| 22. Juni | Wolf Maync                                 | deutscher Heimatkundler und Paläontologe                                                                        | 91    |       |
| 22. Juni | Helen Nielsen                              | US-amerikanische Journalistin und Schriftstellerin                                                              | 83    |       |
| 22. Juni | Okada Yoshio                               | japanischer Fußballspieler                                                                                      | 75    |       |
| 22. Juni | Josef Rauchenberger                        | österreichischer Politiker (SPÖ), Mitglied im Österreichischen Bundesrat und Wiener Landtagsabgeordneter        | 53    |       |
| 22. Juni | Alfrēds Videnieks                          | lettischer bzw. sowjetischer Schauspieler                                                                       | 93    |       |
| 23. Juni | Jorge Arias Gómez                          | salvadorianischer Autor                                                                                         | 78    |       |
| 23. Juni | Lionel Bernstein                           | südafrikanischer Politiker                                                                                      | 82    |       |
| 23. Juni | William Fetter                             | US-amerikanischer Grafikdesigner und Pionier der Computergrafik                                                 | 74    |       |
| 23. Juni | Leo Finzi                                  | italienischer Bauingenieur                                                                                      | 77    |       |
| 23. Juni | Aldo Vallone                               | italienischer Romanist, Italianist und Danteforscher                                                            | 85    |       |
| 24. Juni | Pedro Alcázar                              | panamaischer Boxer                                                                                              | 26    |       |
| 24. Juni | Marcelle Bühler                            | Schweizer Skirennfahrerin                                                                                       | 88    |       |
| 24. Juni | Joe Derise                                 | US-amerikanischer Jazzmusiker                                                                                   |       |       |
| 24. Juni | Miles Fitzalan-Howard, 17. Duke of Norfolk | britischer Politiker und Militär                                                                                | 86    |       |
| 24. Juni | Karl Fleischer                             | deutscher Fernsehjournalist, Nachrichtensprecher und Schauspieler                                               | 87    |       |
| 24. Juni | Paul Landsmann                             | deutscher Politiker (CDU), MdL                                                                                  | 74    |       |
| 24. Juni | Bernard Longpré                            | kanadischer Animator, Filmregisseur und Maler                                                                   |       |       |
| 24. Juni | Gotthold Ludwig Richter                    | deutscher Komponist                                                                                             | 98    |       |
| 24. Juni | Frank Ripploh                              | deutscher Schauspieler, Autor und Regisseur                                                                     | 52    |       |
| 24. Juni | Pierre Werner                              | luxemburgischer Politiker                                                                                       | 88    |       |
| 25. Juni | Turhan Baytop                              | türkischer Botaniker                                                                                            | 82    |       |
| 25. Juni | Antonello Branca                           | italienischer Dokumentarfilmregisseur                                                                           | 67    |       |
| 25. Juni | Fips Fleischer                             | deutscher Musiker und Komponist                                                                                 | 79    |       |
| 25. Juni | Norman Holroyd                             | britischer Gewichtheber                                                                                         | 88    |       |
| 25. Juni | Karl-Heinz Klostermeier                    | deutscher Volkswirt und Rundfunkintendant                                                                       | 65    |       |
| 25. Juni | Maria Weber                                | deutsche Gewerkschafterin                                                                                       | 82    |       |
| 25. Juni | Adalbert Weh                               | deutscher Lehrer und Übersetzer                                                                                 |       |       |
| 26. Juni | Barbara Adams                              | britische Ägyptologin                                                                                           | 57    |       |
| 26. Juni | Humaira Begum                              | afghanische Ehefrau von Mohammed Sahir Schah                                                                    | 83    |       |
| 26. Juni | Jay Berwanger                              | US-amerikanischer American-Football-Spieler                                                                     | 88    |       |
| 26. Juni | Ernst Dürr                                 | österreichischer Politiker                                                                                      | 80    |       |
| 26. Juni | Alan Fox                                   | britischer Industrial-Relations-Experte und Industriesoziologe                                                  | 82    |       |
| 26. Juni | Dolores Gray                               | US-amerikanische Schauspielerin                                                                                 | 78    |       |
| 26. Juni | Martti Ketelä                              | finnischer Pentathlet und Fechter                                                                               | 57    |       |
| 26. Juni | Henry J. Latham                            | US-amerikanischer Politiker                                                                                     | 93    |       |
| 26. Juni | Alfred Lorenzer                            | deutscher Psychoanalytiker und Soziologe                                                                        | 80    |       |
| 26. Juni | Amador Lugo Guadarrama                     | mexikanischer Maler und Bildhauer                                                                               | 81    |       |
| 26. Juni | Josef Weidinger                            | österreichischer Boxer                                                                                          | 79    |       |
| 26. Juni | Bernhard Wördehoff                         | deutscher Journalist                                                                                            | 73    |       |
| 27. Juni | Kurt Collien                               | deutscher Konzertagent und Theaterleiter                                                                        | 95    |       |
| 27. Juni | John Entwistle                             | britischer Musiker                                                                                              | 57    |       |
| 27. Juni | Russ Freeman                               | US-amerikanischer Jazzpianist                                                                                   | 76    |       |
| 27. Juni | Rudolf Heise                               | deutscher Politiker                                                                                             | 87    |       |
| 27. Juni | Peter Lawin                                | deutscher Intensivmediziner                                                                                     | 72    |       |
| 27. Juni | Konrad Meister                             | deutscher Pianist und Hochschullehrer                                                                           | 71    |       |
| 28. Juni | Johann Auernhammer                         | deutscher Fußballspieler                                                                                        | 68    |       |
| 28. Juni | Robert L. J. Long                          | US-amerikanischer Admiral der US Navy                                                                           | 82    |       |
| 28. Juni | Lajos Méhes                                | ungarischer kommunistischer Politiker, Mitglied des Parlaments                                                  | 74    |       |
| 28. Juni | Hans-Christian Reichel                     | österreichischer Mathematiker und Hochschulprofessor                                                            | 57    |       |
| 29. Juni | Edmund Anderson                            | US-amerikanischer Liedtexter und Musikproduzent                                                                 | 89    |       |
| 29. Juni | Jaime Brocal Remohi                        | spanischer Comiczeichner                                                                                        | 66    |       |
| 29. Juni | Rosemary Clooney                           | US-amerikanische Schauspielerin und Sängerin                                                                    | 74    |       |
| 29. Juni | Ole-Johan Dahl                             | norwegischer Informatiker                                                                                       | 70    |       |
| 29. Juni | Alfred Dregger                             | deutscher Politiker (CDU), MdL, MdB                                                                             | 81    |       |
| 29. Juni | Edith Neumann                              | österreichische Chemikerin und Mikrobiologin                                                                    | 100   |       |
| 29. Juni | François Périer                            | französischer Schauspieler                                                                                      | 82    |       |
| 30. Juni | Richard Allen                              | US-amerikanischer Session-Drummer für Motown                                                                    | 69    |       |
| 30. Juni | Claude Berge                               | französischer Mathematiker                                                                                      | 76    |       |
| 30. Juni | Hermann Braun                              | deutscher Eiskunstläufer                                                                                        | 77    |       |
| 30. Juni | Nikolai Chaitow                            | bulgarischer Schriftsteller                                                                                     | 82    |       |
| 30. Juni | W. Maxwell Cowan                           | südafrikanischer Neurobiologe                                                                                   | 70    |       |
| 30. Juni | Jozef-Maria Heusschen                      | belgischer Geistlicher, Bischof von Hasselt                                                                     | 86    |       |
| 30. Juni | Rainer Papenfuß                            | deutscher Politiker (SPD)                                                                                       | 61    |       |
| 30. Juni | Paul Schneider                             | deutscher Organist und Hochschulprofessor                                                                       | 81    |       |
| 30. Juni | Hans Stürm                                 | Schweizer Kameramann und Filmproduzent                                                                          |       |       |
| 30. Juni | Sepp Wäsche                                | deutscher Schauspieler und Synchronsprecher                                                                     | 72    |       |
| 30. Juni | Chico Xavier                               | brasilianisches Medium, das maßgeblich zur Verbreitung des Spiritismus in Brasilien beigetragen hat             | 92    |       |
| Juni     | Ferdinand Keller                           | deutscher Musikredakteur                                                                                        | ~66   |       |